# Scozia all'Eurovision Choir
La Scozia ha debuttato all'Eurovision Choir of the Year nel 2019, insieme ad altre 9 nazioni aspiranti.
L'emittente televisiva in lingua scozzese BBC Alba è responsabile per le partecipazioni alla competizione corale.
Per la prima volta, la nazione ha partecipato ad un evento targato UER, senza fare parte del Regno Unito.

## Partecipazioni
- Primo posto
- Secondo posto
- Terzo posto

| Anno | Coro | Lingua           | Brano/i                               | Posizione |
| ---- | ---- | ---------------- | ------------------------------------- | --------- |
| 2019 | Alba | Gaelico scozzese | Cumha na Cloinne Ach a' Mhairead Alba | NF        |

## Direttori
Le persone che hanno condotto i cori durante la manifestazione:
- 2019: Joy Dunlop